# Curtara youngi
Curtara youngi är en insektsart som beskrevs av Freytag 2005. Curtara youngi ingår i släktet Curtara och familjen dvärgstritar. Inga underarter finns listade i Catalogue of Life.